# Mora
Mora là một chi thực vật có hoa trong họ Đậu.